# Essä
En essä (även essay, av franskans essai, "försök") är en text bestående av företrädesvis faktabaserad, personligt hållen sakprosa. En essä kan vara en uppsats som med ett lättfattligt språk och med anknytning till en given händelse eller till en viktig litterär företeelse behandlar en dagsaktuell fråga. Essän är personligt utformad och reflekterande, men förhåller sig samtidigt till fakta. Akribi eftersträvas, om än i mindre utsträckning än i den vetenskapliga uppsatsen.
Essäistik är namnet på essägenren, essäkonsten eller en samlad essäproduktion.

## Historia
Essän var ursprungligen en kort avhandling över ett vetenskapligt ämne och med populärt framställningssätt. Fransmannen Montaigne var den förste, som 1580 utgav skrifter med denna titel, och med honom som förebild offentliggjorde Francis Bacon (1597) sina berömda essays, vilka i den engelska litteraturen blev förelöparna till en mängd uppsatser av samma slag. På 1700-talet utvecklades essäformen av bland andra John Dryden, Joseph Addison och Richard Steele.
Essäer i modernare bemärkelse har utgivits av bland andra Thomas Babington Macaulay, Thomas Carlyle och Ralph Waldo Emerson. 
Under 1900-talet har essägenren, i takt med tidskriftslitteraturens tillväxt, spritt sig till de flesta europeiska litteraturer. Bland berömda svenska essäister märks Viktor Rydberg, Ola Hansson, Verner von Heidenstam, Oscar Levertin, Frans G. Bengtsson, Sara Danius och Horace Engdahl.

## Format och medier

### Lyrisk essä
En undergenre till essän är den lyriska essän (engelska: lyric essay), som använder sig av poetiska medel, såsom täta radbyten. Inom den här genren skriver bland annat författarna Anne Carson och David Shields.

### Fotografisk essä
Essän som koncept har också tagits i anspråk inom andra medier utöver det skrivna ordet. Den fotografiska essän ämnar utforska ett ämne eller händelse genom en komponerad serie fotografier, ibland med en tillhörande text.

### Videoessä
Videoessän är en essä i filmformat som också använder sig av filmens struktur och uttrycksmedel.